# Calmont (Aveyron)
Calmont è un comune francese di 2 048 abitanti situato nel dipartimento dell'Aveyron nella regione dell'Occitania.

## Società

### Evoluzione demografica
Abitanti censiti